# Ференц Платко
Ференц Платко (мађ. Plattkó Ferenc, Kopiletz) такође познат као Франциско Платко (у Шпанији му је додато мајчино девојачко презиме „Копилец“ према локалним обичајима) био је мађарски фудбалер и менаџер аустријског порекла. Током 1910-их и 1920-их играо је као голман за Вашаш ШК, ВАК Беч, КАФК Кула, МТК Хунгариа ФК, ФК Барселону и Рекреативо де Уелва.
Потом је радио као тренер у Европи и Јужној Америци, посебно у Барселони, Коло-Колу, Ривер Плејту, Бока јуниорсу и фудбалској репрезентацији Чилеа. Платко је био рана легенда ФК Барселоне и био је саиграч Паулина Алкантаре, Жозепа Самитијеа и Сагибарбе. Његову голманску храброст овековечио је Рафаел Алберти у песми Ода А Платко. Након играчке пензије враћао се у клуб као тренер у два наврата (1934–35, 1955–56). Платко је одиграо 6 утакмица за репрезентацију Мађарске између 1917. и 1923. године.

## Каријера
Платко је своју голманску каријеру започео у свом родном граду Будимпешти у локалном клубу Вашаш СШК 1917. године. Након кратког боравка у Аустрији у Винер АФ 1920, вратио се у Вашаш на још једну сезону. Између 1917. и 1923. Платко је одиграо и шест утакмица за репрезентацију Мађарске. У сезони 1921/22. био је тренер и голман КАФК Кула из Куле (Србија) где је освојио првенство Суботичког подсавеза чиме је напредовао у Другу лигу Краљевине СХС.  Током 1922. године Платков клуб, МТК, је одиграо две пријатељске утакмице против Барселоне. Обе утакмице су завршене нерешеним резултатом 0:0 и ФК Барселона, импресионирана Платком, понудила му је уговор.

### Барселона
Платко је заменио легендарног Рикарда Замору, али се убрзо естаблирао као легенда. Провео је седам година у Барселони између 1923. и 1930. За то време освојио је шест титула у Кампионат де Каталуња, три Купа краља и прву титулу у Ла Лиги.  Песма „Ода А Платко” настала је после финала Купа краља 1928. Барселони су биле потребне три утакмице да победи Реал Сосиједад и током првог сусрета 20. маја, Рафаел Алберти је био толико импресиониран храброшћу Платка да је касније написао песму у његову част. Платко је завршио играчку каријеру у Рекреативо де Уелва и повукао се као играч 1931. Убрзо је започео каријеру као тренер, радећи у Француској за ФК Милуз (1932–33) и Расинг клуб из Рубеа (1933–34), пре него што се вратио у ФК Барселона као тренер за сезону 1934/35. Упркос томе што је клуб водио у други Кампионат де Каталуња, следеће сезоне га је заменио Патрик О'Конел. После две деценије избивања из клуба, Платко је поново постављен за тренера Барселоне за сезону 1955/56. Током ове сезоне клуб је, инспирисан Ладислаом Кубалом и Луисом Суарезом, освојио 10 узастопних утакмица Ла Лиге. Рекорд је остао необорен до 2005. Упркос овом низу, Барселона је успела да заврши само на другом месту у Ла Лиги иза Атлетико Билбаа, а Платко је замењен следеће сезоне.

### Јужна Америка
Током две деценије избивања из Барселоне, афирмисао се као тренер у Јужној Америци. Године 1939, током прве од три чаролије у Коло-Колу, он је водио клуб до чилеанског шампионата. Године 1940. био је задужен за Ривер Плејт у Аргентини пре него што се вратио у Чиле и Коло-Коло 1941. године, освојивши друго првенство Чилеа. Године 1941. преузео је контролу над Чилеом и наставио као менаџер националног тима до 1945. године, водећи тим на Јужноамеричком првенству 1942. и 1945. Током 1942. такође је тренирао још два чилеанска клуба, Цлуб Магалланес и Сантиаго Вандерерс. 1949. је тренирао Боку јуниорс, а 1953. се вратио у Коло-Коло по трећи пут и освојио треће првенство Чилеа.
У сезони 1955/56. вратио се у ФК Барселону са којом је постао другопласирани у лиги са једним бодом заостатка за Атлетик Билбаом. Његов салдо од 22 победе, три ремија и пет пораза био је најбољи за клуб до тада. Серија од десет узастопних победа у лиги надмашена је само под Франком Рајкардом у сезони 2005/06. Његов пад је био пораз 1 : 3, 20. маја у четвртфиналу купа од локалног ривала Еспањола. Клуб је закључио да је однос између тима и Платка није добар и заменио га је у реваншу, који је завршен резултатом 4 : 4, са легендом клуба Жозепом Самитијером.
Следеће године Платко је провео у Бразилу као скаут талената и посматрач играча. касније се вратио у Чиле где је 1965. преузео последњу тренерску дужност када је преузео ниски прволигашки КД Сан Луис де Куилота из региона Валпараисо, са којим је завршио трећи од дна, који је међутим била за једну позицију изнад у односу на претходну сезону.

## Почасти

### Играч
Барселона
- Ла Лига шампион (1): 1928–29.
- Куп Шпаније у фудбалу првак (3): 1925, 1926 и 1928.
- Каталонско фудбалско првенство: шампиони (6): 1923–24, 1924–25, 1925–26, 1926–27, 1927–28 и 1929–30.

### Менаџер
Барселона
- Каталонско фудбалско првенство: шампиони (1): 1934–35.

Венус Букорешт
- Прва лига Румуније у фудбалу (1): 1936–37.

Коло-Коло
- Чилеанска прва дивизија: првак (3): 1939, 1941 и 1953.